# Walton on the Wolds
Walton on the Wolds est une paroisse civile et un village du Leicestershire, en Angleterre.